# Galácz András

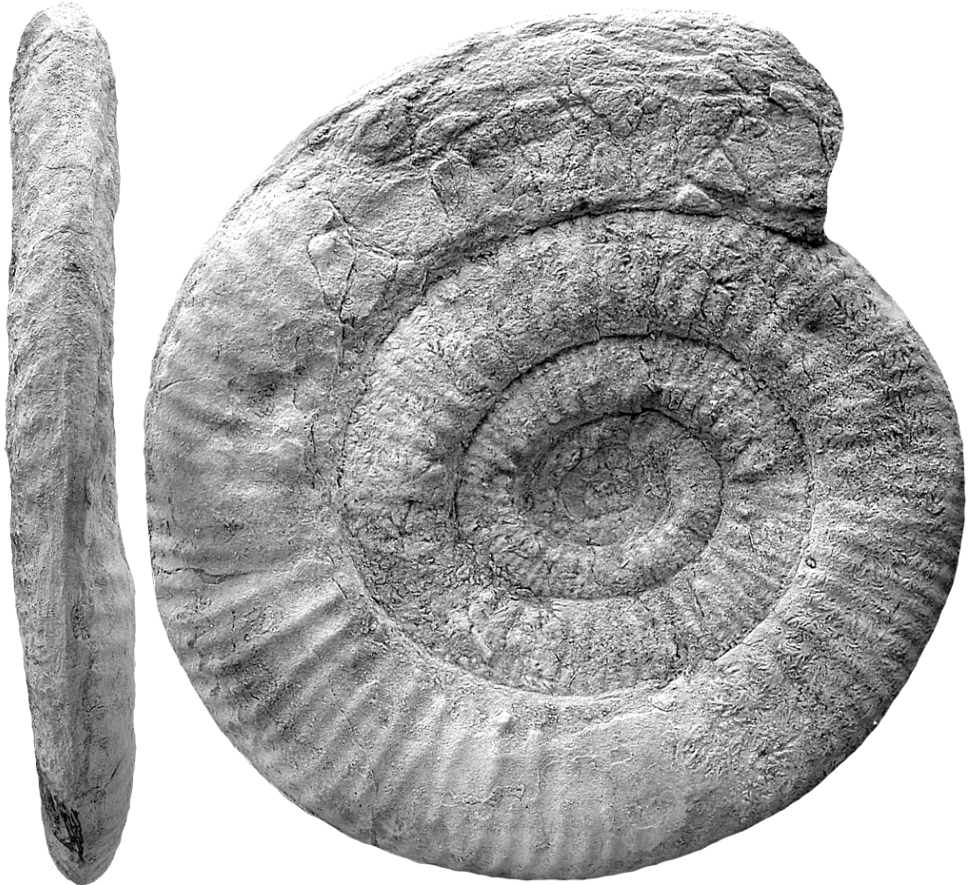
Geczyceras galaczi Kovács, 2009. Kora jura (toarci) Ammonitina. Lelőhely: Gerecse, Tardos, Bánya-hegy. Átmérő: 194 mm. ELTE TTK Őslénytani Tanszék gyűjteménye. Fotó: Kovács Zoltán

Galácz András (Budapest, 1944. november 7. –) magyar geológus és paleontológus, az MTA doktora, az ELTE TTK Őslénytani Tanszékének professor emeritusa.

## Életpályája
1968-ban geológusként végzett az ELTE Természettudományi Karán; azóta az egyetem Őslénytani Tanszékének oktatója, 2006–2009 között tanszékvezetője is volt. 1972-ben egyetemi doktor, 1987-ben a földtudomány kandidátusa lett, 1997-ben nyerte el az MTA doktora címet, és ebben az évben nevezték ki egyetemi tanárrá is, 2014 óta az ELTE TTK professor emeritusa.
Kutatási területe elsősorban jura időszaki ammoniteszek rétegtani, rendszertani, paleobiogeográfiai és paleobiológiai vizsgálata, de mezozoós és harmadidőszaki lábasfejűekkel (pl. nautiluszokkal), tethysi jura képződmények keletkezésével és ősföldrajzával, tudománytörténeti és tudománymódszertani témákkal is foglalkozik. Magyarországon kívül kutatómunkát folytatott Németországban, Lengyelországban, Nagy-Britanniában, Olaszországban, illetve Kenyában és Tanzániában.
Oktatási tevékenysége az őslénytani és geológiai tárgyakat öleli fel, geológus, geográfus, földrajztanár, biológus és környezettudomány szakos egyetemi hallgatókat egyaránt tanított. 2017-ig két egyetemi jegyzet és egy egyetemi tankönyv írója volt.
Az ELTE-n tudományszervezési és adminisztrációs feladatokat is vállalt, választott tagja volt a Tanszékcsoporti, az Intézeti, a Kari és az Egyetemi Tanácsnak. 1994–1997 között az egyetem Természettudományi Karának tudományszervezési dékánhelyetteseként részt vett az új, iskola rendszerű egyetemi doktori képzés megszervezésében, a PhD tudományos fokozathoz kapcsolódó tevékenységek szabályozásában, kiépítésében, továbbá közreműködött az egyetemi habilitáció rendszerének és szabályozásának kialakításában.
1992-ben úgynevezett visiting fellow volt a Cambridge-i St. John’s College-ben. Ugyanebben az évben az ELTE Bolyai Kollégium alapító tagja, 1993–2007 között földtudományi szaktanárja, 1999–2004 között igazgatója; utóbbi posztjáról azután mondott le, hogy a kollégium a Nándorfejérvári útra költözött. A Bolyai Kollégiumért Alapítvány kuratóriumának elnöke.

## Díjai, kitüntetései
- Teleki Sámuel-érem (csoportos, 1991)[5]
- Pro Universitate kitüntetés (1997)[2]
- Akadémiai Díj (2013)[6]
- Eötvös József-koszorú (2016)[6]

## Róla elnevezett taxonok
- Eucycloidea galaczi Szabó, 1983 – bajoci (középső jura) csiga[7]
- Limea (Pseudolimea) galaczi Szente, 1995 – bath (középső jura) kagyló[8]
- Metophioceras galaczi Géczy et Meister, 2007 – sinemuri (kora jura) ammonitesz[9]
- Villania galaczi Géczy, 1998 – pliensbachi (kora jura) ammonitesz[10]
- Geczyceras galaczi Kovács, 2009 – toarci (kora jura) ammonitesz[11]
- Cadomites galaczi Pavia, 2002 – késő bajoci – kora bath (középső jura) ammonitesz[12]
- Sokurella galaczi Mitta, 2004 – bath (középső jura) ammonitesz[13]
- Dichotomosella galaczi Vörös, 1995 – bath (középső jura) brachiopoda[14]
- Bakonydraco galaczi Ősi, Weishampel et Jianu, 2005 – santoni (késő kréta) repülő hüllő